# Freddie Brocksieper
Fritz "Freddie" Brocksieper (Istanboel, 24 augustus 1912 – 17 januari 1990) was een Duitse jazz-drummer en bigband-leider. Tijdens de Tweede Wereldoorlog speelde hij in de Nazi-propaganda-bigband Charlie and His Orchestra (ook wel: Mr. Goebbels Jazz Band, Templin band of Bruno and His Swinging Tigers). Hij was een belangrijke figuur in de vroege periode van de Europese bigband-jazz.

## Nazi-Duitsland
Brocksieper was de zoon van een Griekse jodin en een Duitse ingenieur. Vanaf 1930 speelde hij als professioneel muzikant in Neurenberg. In 1939 verhuisde hij naar Berlijn, waar hij opnames maakte met het met goedkeuring van de nazi's opgerichte jazzgezelschap "Die Goldenen Sieben" (1939), Benny de Weille (1940, De Weille speelde later ook in de nazi-bigband)  en Willy Berking (1940-1941, idem). In Berlijn bestond in die tijd een verbod op jazz (met name swing), door de nazi's Negermusik genoemd, maar desondanks bestond er (ondergronds) een jazzscene. Brocksieper behoorde hier ook toe. Hij speelde hier met bandleider Lutz Templin, zanger Karl Schwedler (naar wie het propagandaorkest zou worden vernoemd: Charlie), Kurt Abraham en bijvoorbeeld Willy Berking. De musici speelden swing, met pro-Duitse teksten (in plaats van de originele) en gebruikten bijvoorbeeld harpsichords voor boogiewoogie-ritmes. Rond 1940 besloot Goebbels jazz te laten deel uitmaken van de propagandamachine en Charlie and His Orchestra was geboren, met daarin de genoemde en andere muzikanten. Bij de band speelden in de loop van de tijd verschillende musici, waaronder ook Nederlandse. De Reichsministerium-band speelde op de radio en maakte in de periode maart 1941-februari 1943 90 plaatopnames. De (onder andere antisemitische) teksten kwamen van het ministerie van Propaganda. In die tijd speelde hij tevens een rolletje (als drummer) in de propagandafilm GPU (van regisseur en NSDAP-lid Karl Ritter), naast onder meer zangeres Lale Andersen (die eveneens bij 'Charlie' werkte).

## Na de oorlog
Na de oorlog ging Brocksieper door met een band onder zijn naam, maar met leden van 'Charlie'. De band speelde onder andere in clubs op Amerikaanse luchtmachtbases, onder andere in Stuttgart. In de loop van de jaren heeft hij veel verschillende groepen gehad. Naast grotere groepen heeft hij tevens gewerkt met kleinere bands (kwartetten, een kwintet). Vanaf 1957 gaf hij regelmatig concerten voor de Bayerische Rundfunk, vanuit de studio. Vanaf 1964 speelde hij hoofdzakelijk in trio's en begeleidde hij tevens Amerikaanse musici. In 1980 kreeg hij de Deutsche Schallplattenpreis.

## Discografie (selectie)
- Music from Studio 15 (Freddie Brocksieper and His Boys), Columbia, 1956
- Munich Jazz (met Fatty George), Amati, 1980
- Die Trommel und Ihr Rhythmus (verzamelp-cd), Boutique, 2007